# Grammodes pulcherrima
Grammodes pulcherrima är en fjärilsart som beskrevs av Lucas 1892. Grammodes pulcherrima ingår i släktet Grammodes och familjen nattflyn. Inga underarter finns listade i Catalogue of Life.

## Bildgalleri

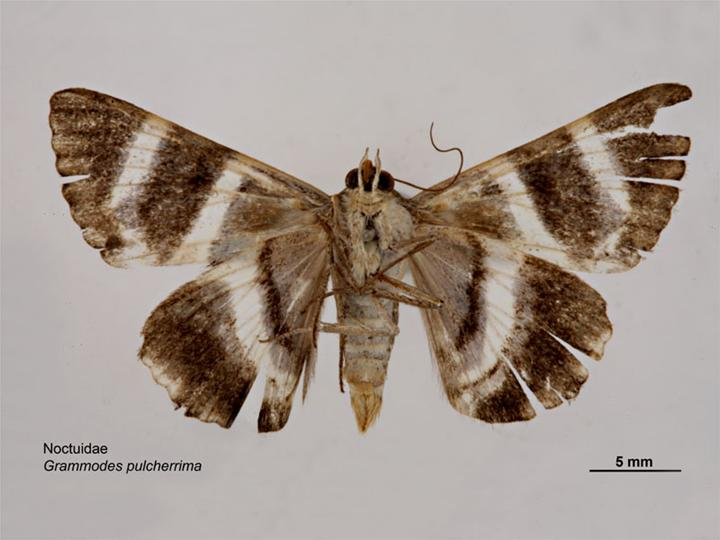